# Poder Legislativo dos Estados Unidos
O Poder Legislativo dos Estados Unidos é divido em três esferas — federal, estadual e municipal. O sistema adotado nos governos federal e em 49 estados é o bicameral compostos por representantes e senadores. A exceção à "regra" é o Nebrasca, que tem um parlamento conhecido como "O Unicameral". 

## Esfera federal

### Câmara dos Representantes
A Câmara dos Representantes (em inglês: House of Representatives), como câmara baixa, é formada por 435 representantes eleitos pelo sistema do voto distrital, cada representante representa o seu distrito para mandatos de 2 anos.

### Senado
O Senado (em inglês: Senate), como câmara alta,  é formado por 100 senadores, cada estado possui 2 senadores independente de sua população para mandatos de 6 anos, com renovação de um terço a cada 2 anos.

## Esfera estadual

### Câmara dos Representantes
Na maioria dos estados os representantes são eleitos para mandatos de 2 anos, alguns estados adotam 4 anos. A maior câmara de representantes estadual é a de Nova Hampshire com 400 representantes, a menor é a do Alasca com 40 representantes. No caso do Nebraska, a Câmara de Representantes foi extinta por lei estadual em 1934 (com efeito a partir de 1937).

### Senado estadual
Na maioria dos estados os representantes são eleitos para mandatos de 4 anos, alguns estados adotam 2 anos. O maior senado é o de Nova Iorque com 62 senadores, o menor é o do Alasca com 20 senadores.